# International Policy Institute for Counter-Terrorism
Das International Policy Institute for Counter-Terrorism (ICT; hebräisch הַמָּכוֹן לִמְדִינִיּוּת נֶגֶד טֵרוֹר HaMachōn liMdīnijjūt neged Terōr, deutsch ‚Das Institut für Staatskunst gegen Terror‘) ist Teil des בֵּית סֵפֶר לַאוּדֶר לְמִמְשָׁל, דִּיפְּלוֹמַטְיָה וְאַסְטְרָטֶגְיָה Bejt Sefer ləMimschal, Dīplōmaṭjah wəʾAsṭraṭegjah, deutsch ‚Lauder-Schule für Regierungskunst, Diplomatie und Strategie‘. Das Institut ist eine 1996 im israelischen Herzlia gegründete Denkfabrik zur Terrorismusbekämpfung.
Ziel des Instituts ist es, „die internationale Öffentlichkeit sowie Entscheidungsträger aus Regierungen, Medien und Politikwissenschaft für politische, soziale und ökonomische Entscheidungen im Hinblick auf globalen Terrorismus zu sensibilisieren“. Zudem werden „Motivation und Ursachen terroristischer Anschläge untersucht und Gegenstrategien entwickelt“ und aktuelle Ereignisse, wie der Terroranschlag in Dahab am 24. April 2006, direkt analysiert.
Leiter ist Schabtai Schavit, ehemaliger Direktor des Mossad. Entsprechend der Zielsetzung besteht der Verwaltungsrat überwiegend aus Politikwissenschaftlern, Medienvertretern und Militärangehörigen. Das Institut beschäftigt etwa 40 Forscher und ebenso viele Dozenten, von denen die Mehrzahl ebenfalls verschiedenen militärischen Diensten Israels angehören.